# Jonathan Bailey
Jonathan Stuart Bailey (Wallingford, 25 aprile 1988) è un attore britannico.
È noto soprattutto per il ruolo di Anthony Bridgerton nella serie televisiva Bridgerton e di Tim Laughlin nella miniserie Compagni di viaggio, per cui ha vinto il Critics' Choice Award ed è stato candidato al Premio Emmy. Nel 2024 per la sua interpretazione di Fiyero Tigelaar nel film musicale di successo Wicked, ha ricevuto una doppia candidatura allo Screen Actors Guild Award rispettivamente come miglior cast cinematografico e miglior attore non protagonista cinematografico.

## Biografia
Jonathan Bailey nasce a Wallingford, Oxfordshire, nel Regno Unito, e ha tre sorelle maggiori.
La sua carriera inizia quando aveva solo 9 anni, decidendo però di fare l'attore all'età di cinque anni, dopo aver visto una produzione teatrale di Oliver!. La sua prima apparizione è nella serie Bramwell, interpretando il ruolo di William. Nel 2003, all'età di 14 anni, ha iniziato a recitare per il Teatro, in varie tragedie e commedie, come King John, e Beautiful Thing. Dopo aver interpretato piccole parti in varie serie televisive e film, Bailey si è assicurato un ruolo da protagonista come appassionato di sport nella sitcom Campus.
Nel 2011 ha interpretato Leonardo da Vinci nella serie Leonardo e nel 2012 ha recitato con Sarah Alexander nella serie - commedia della BBC, Me and Mrs Jones. Ha recitato anche in alcuni musical teatrali, tra cui The Last Five Year e American Psycho. È stato candidato per il Premio Milton Shulman come miglior esordiente agli Evening Standard Theatre Awards 2012 per la sua performance in South Downs di David Hare. Nel 2016 ha partecipato alla serie televisiva Le avventure di Hooten & the Lady. Nel 2019 ha vinto il Laurence Olivier Award al miglior attore non protagonista in un musical per Company.
Dal 2020 veste i panni di Anthony Bridgerton nella nuova serie originale Netflix Bridgerton. Nel 2023 interpreta Tim Laughlin in Compagni di viaggio accanto a Matt Bomer e per la sua interpretazione vince il Satellite Award e il Critics' Choice Awards al miglior attore non protagonista in una miniserie. Nel 2024 appare in un episodio di Heartstopper e interpreta Fiyero nel film Wicked. Nel 2025 torna sulle scene londinesi interpretando Riccardo II nell'omonima tragedia shakespeariana e recita nel ruolo del dottor Henry Loomis in Jurassic World - La rinascita, in cui appare accanto a Scarlett Johansson e Mahershala Ali.

## Vita privata
Jonathan Bailey è dichiaratamente gay.

## Filmografia

### Cinema
- 5 bambini & It (Five Children and It), regia di John Stephenson (2005)
- Elizabeth: The Golden Age, regia di Shekhar Kapur (2007)
- St. Trinian's, regia di Oliver Parker e Barnaby Thompson (2007)
- Testament of Youth, regia di James Kent (2014)
- The Young Messiah, regia di Cyrus Nowrasteh (2016)
- Il mistero di Donald C. (The Mercy), regia di James Marsh (2018)
- Wicked, regia di Jon M. Chu (2024)
- Jurassic World - La rinascita (Jurassic World Rebirth), regia di Gareth Edwards (2025)
- Wicked - Parte 2 (Wicked: For Good), regia Jon M. Chu (2025)

### Televisione
- Bramwell – serie TV, episodio 3x06 (1997)
- Alice Through the Looking Glass, regia di John Henderson – film TV (1998)
- Ferrari, regia di Carlo Carlei – film TV (2003)
- The Golden Hour – serie TV, episodio 1x4 (2005)
- Doctors – soap opera, episodio 9x28 (2007)
- Metropolitan Police (The Bill) – serie TV, episodio 24x16 (2008)
- Lewis – serie TV, episodio 4x01 (2010)
- Leonardo – serie TV, 26 episodi (2011-2012)
- Me and Mrs Jones – serie TV, 6 episodi (2012)
- Groove High – serie TV, 26 episodi (2012-2013)
- Broadchurch – serie TV, 16 episodi (2013-2015)
- Doctor Who – serie TV, episodio 8x05 (2014)
- W1A – serie TV, 14 episodi (2014-2017)
- Crashing – serie TV, 6 episodi (2016)
- Le avventure di Hooten & the Lady (Hooten & the Lady) – serie TV, 6 episodi (2016)
- Chewing Gum – serie TV, episodio 2x02 (2017)
- Jack Ryan – serie TV, episodi 1x05-1x06 (2018)
- Bridgerton – serie TV (2020-in corso)
- Compagni di viaggio (Fellow Travelers) – miniserie TV, 8 episodi (2023)
- Heartstopper – serie TV, episodio 3x06 (2024)

### Doppiaggio
- Final Fantasy XIV: Endwalker (2021)

## Teatro
- Canto di Natale da Charles Dickens, regia di Ian Judge. Barbican Centre di Londra (1995)
- Les Misérables, colonna sonora di Claude-Michel Schönberg, libretto di Alain Boublil e Herbert Kretzmer, regia di Trevor Nunn e John Caird. Palace Theatre di Londra (1995)
- Re Giovanni di William Shakespeare, regia di Gregory Doran. Pit di Londra (2003)
- Beautiful Thing di Jonathan Harvey, regia di Tony Frow. Sound Theatre di Londra (2006)
- Pretend You Have Big Buildings di Ben Musgrave, regia di Jo Combes e Sarah Frankcom. Manchester Royal Exchange di Manchester (2007)
- The Mother Ship di Douglas Maxwell, regia di Ben Payne. Birmingham Rep Theatre di Birmingham (2008)
- Girl with a Pearl Earring di David Joss Buckley, regia di Joe Dowling. Cambridge Arts Theatre di Cambridge, Haymarket Theatre di Londra (2008)
- The House of Special Purpose di Heidi Thomas, regia di Howard Davies. Minerve Theatre di Chichester (2009)
- South Downs di David Hare, regia di Jeremy Herrin. Minerve Theatre di Chichester (2011), Harold Pinter Theatre di Londra (2012)
- Otello di William Shakespeare, regia di Nicholas Hytner. National Theatre di Londra (2013)
- American Psycho, colonna sonora di Duncan Sheik, libretto di Roberto Aguirre-Sacasa, regia di Rupert Goold. Almeida Theatre di Londra (2013)
- The Last Five Years, colonna sonora, libretto e regia di Jason Robert Brown. The Other Palace di Londra (2016)
- Re Lear di William Shakespeare, regia di Jonathan Munby. Minerva Theatre di Chichester (2017)
- The York Realist di Peter Gill, regia di Robert Hastie. Donmar Warehouse di Londra, Crucible Theatre di Sheffield (2018)
- Company, colonna sonora di Stephen Sondheim, libretto di George Furth, regia di Marianne Elliott. Gielgud Theatre di Londra (2018)
- Cock di Mike Bartlett, regia di Marianne Elliott. Ambassadors Theatre di Londra (2022)
- Riccardo II di William Shakespeare, regia di Nicholas Hytner. Bridge Theatre di Londra (2025)

## Doppiatori italiani
Nelle versioni in italiano delle opere in cui ha recitato, Jonathan Bailey è stato doppiato da:
- Emanuele Ruzza in Il mistero di Donald C., Bridgerton, Heartstopper, Compagni di viaggio, Wicked (dialoghi), Defying Gravity: The Curtain Rises on Wicked, Jurassic World - La rinascita
- Flavio Aquilone in 5 bambini & It
- Fabrizio Vidale in Doctor Who
- Paolo De Santis in Groove High
- Stefano Crescentini in Broadchurch
- Mirko Cannella in Testament of Youth
- Federico Di Pofi in Le avventure di Hooten & the Lady
- Danilo Salpietro in Wicked (canto)